# True Love (bài hát của Pink)
"True Love" là bài hát của ca sĩ người Mỹ Pink từ album phòng thu thứ sáu của cô The Truth About Love. Bài hát được sáng tác bởi Pink, Lily Allen (được ghi danh là Lily Rose Cooper, tên theo họ chồng sau khi cưới của cô) và Greg Kurstin, và có sự tham gia góp giọng của Allen. Bài hát ban đầu được phát hành làm đĩa quảng bá thứ hai từ album, tiếp sau "Are We All We Are". Ngày 29 tháng 4 năm 2013, đã có thông báo rằng bài hát sẽ được phát hành làm đĩa đơn chính thức thứ tư. Bài hát bắt đầu được phát trên các kênh radio của Ý từ ngày 28 tháng 6 năm 2013. Nó được phát hành ngày 15 tháng 7 năm 2013 tại Mỹ và 22 tháng 7 tại Anh.

## Thông tin

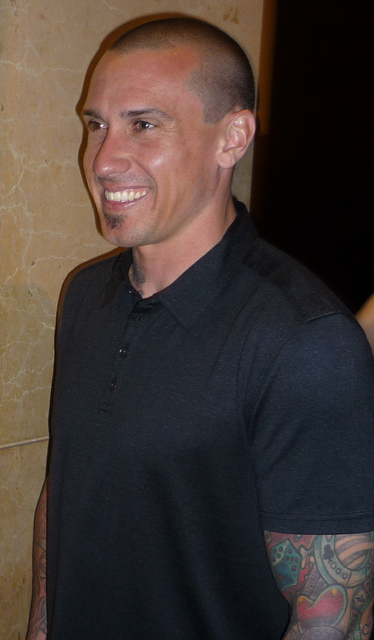
Chồng của Pink, Carey Hart đã xuất hiện trong video âm nhạc của bài hát.

Cuối tháng 2 năm 2012, Pink đăng trên Twitter rằng cô đang trong phòng thu thực hiện album tiếp theo của mình. Đầu tháng 6, cô đăng một video thông báo đĩa đơn đầu tiên từ album sẽ là "Blow Me (One Last Kiss)", bài hát đã được phát hành không lâu sau đó vào tháng 7. Album mới của cô, với tên gọi The Truth About Love đã được phát hành vào tháng 9. Hai đĩa đơn tiếp theo đã được ra mắt "Try" và "Just Give Me a Reason". Ngày 29 tháng 4 năm 2013, đã có thông báo rằng "True Love" sẽ được phát hành làm đĩa đơn chính thức thứ tư.
Video âm nhạc chính thức của "True Love", đạo diễn bởi Sophie Muller (người từng đạo diễn cho video "Trouble" và "I Don't Believe You"), đã được phát hành chính thức trên kênh VEVO của Pink ngày 30 tháng 6 năm 2013. Trong video có sự góp mặt của Pink, chồng cô Carey Hart và con gái 2 tuổi của cô Willow. Đây là video thứ tư của Pink với sự xuất hiện của Hart. Video được thực hiện khá đơn giản, lý do là lúc đó Pink đang bận với chuyến lưu diễn thế giới cháy vé của mình, một số đoạn của chuyến lưu diễn này đã được lồng vào video. Lily Allen cũng đã xuất hiện trong một cảnh quay độc lập ở phần gần cuối video, với cảnh cô thái rau củ và thả chúng vào máy xay sinh tố.

## Xếp hạng và chứng nhận
| Bảng xếp hạng (2013)                  | Vị trí cao nhất |
| ------------------------------------- | --------------- |
| Anh Quốc (OCC)                        | 16              |
| Áo (Ö3 Austria Top 40)                | 30              |
| Bỉ (Ultratip Flanders)                | 3               |
| Bỉ (Ultratip Wallonia)                | 4               |
| Canada (Canadian Hot 100)             | 20              |
| Cộng hòa Séc (Rádio Top 100)          | 5               |
| Đức (GfK)                             | 43              |
| Hungary (Rádiós Top 40)               | 33              |
| Hà Lan (Single Top 100)               | 19              |
| Hoa Kỳ Billboard Hot 100              | 53              |
| Hoa Kỳ Adult Contemporary (Billboard) | 13              |
| Hoa Kỳ Adult Pop Airplay (Billboard)  | 4               |
| Hoa Kỳ Pop Airplay (Billboard)        | 22              |
| Ireland (IRMA)                        | 23              |
| Nam Phi (EMA)                         | 7               |
| New Zealand (Recorded Music NZ)       | 14              |
| Pháp (SNEP)                           | 52              |
| Scotland (OCC)                        | 11              |
| Slovakia (Rádio Top 100)              | 10              |
| Thụy Sĩ (Schweizer Hitparade)         | 50              |
| Úc (ARIA)                             | 5               |

| Bảng xếp hạng (2013)  | Vị trí |
| --------------------- | ------ |
| Hà Lan (Dutch Top 40) | 87     |
| Úc (ARIA)             | 79     |

| Quốc gia                                                                           | Chứng nhận  | Số đơn vị/doanh số chứng nhận |
| ---------------------------------------------------------------------------------- | ----------- | ----------------------------- |
| Canada (Music Canada)                                                              | Bạch kim    | 80.000^                       |
| Đan Mạch (IFPI Đan Mạch)                                                           | Vàng        | 15,000^                       |
| New Zealand (RMNZ)                                                                 | Vàng        | 7.500*                        |
| Úc (ARIA)                                                                          | 2× Bạch kim | 140.000^                      |
| Ý (FIMI)                                                                           | Vàng        | 15,000‡                       |
| * Chứng nhận dựa theo doanh số tiêu thụ. ^ Chứng nhận dựa theo doanh số nhập hàng. |             |                               |

## Lịch sử phát hành
| Quốc gia | Ngày                | Định dạng          |
| -------- | ------------------- | ------------------ |
| Ý        | 28 tháng 6 năm 2013 | Radio hit hiện đại |
| Hoa Kỳ   | 15 tháng 7 năm 2013 | Radio Hot AC       |
| Anh      | 22 tháng 7 năm 2013 | Radio mainstream   |
| Hoa Kỳ   | 23 tháng 7 năm 2013 | Radio mainstream   |
| Đức      | 30 tháng 8 năm 2013 | CD đĩa đơn         |